# Sanatorium w Gdyni Orłowie
Sanatorium w Gdyni Orłowie – niedziałający już obiekt zlokalizowany w Gdyni, w dzielnicy Orłowo, przy ulicy Zacisznej 2A, dawny Dom Profilaktyczno-Wypoczynkowy „Zdrowie”, wcześniej Dom Wczasowo-Leczniczy Związku Zawodowego Pracowników Gospodarki Komunalnej i Przemysłu Terenowego.

## Historia
Budynek powstał w roku 1962 jako Dom Wczasowo-Leczniczy Związku Zawodowego Pracowników Gospodarki Komunalnej i Przemysłu Terenowego. Początkowo sanatorium miało trzy kondygnacje, lecz ze względu na duże zainteresowanie wypoczynku nad morzem już po 5 latach, w 1967 zostało dobudowane jeszcze jedno (trzecie) piętro oraz mniejsza dobudówka na górze. W jednym ze skrzydeł powstała stołówka w kształcie parterowej rotundy.
Na budynku umieszczona została tabliczka z napisem „Dom Wczasowo-Wypoczynkowy w Orłowie. Pomnik 1000-lecia Państwa Polskiego wybudowany przez Związek Zawodowy Pracowników Gospodarki Komunalnej i Przemysłu Terenowego w Polsce. 22 lipca 1962 r.”
Dom Profilaktyczno-Wypoczynkowy „Zdrowie” funkcjonował do 2005. Gdy obiekt przestał być użytkowany, znajdujące się na wyposażeniu meble i inne stałe części wystroju pokoi zostały rozkradzione lub zniszczone.
Powodem zamknięcia ośrodka miała być osuwająca się w pobliżu skarpa. Przedstawiciele miasta Gdynia zdecydowali się wyburzyć budynek i twierdzili, że w tym miejscu stanie nowy kompleks rekreacyjno-hotelowy, jednak urząd stwierdził, że jest to teren prywatny. Kompleks nie został zbudowany.

## Dom Profilaktyczno-Wypoczynkowy „Zdrowie”
Według historycznej wersji strony internetowej Domu Profilaktyczno-Wypoczynkowego „Zdrowie”, był on obiektem całorocznym i posiadał łącznie 160 miejsc noclegowych, w pokojach 1, 2, 3 i 4-osobowych o różnym standardzie. DP-W oferował wówczas stosunkowo niskie ceny, chwalił się również „elastycznością w negocjacji cen, w szczególności przy dłuższych pobytach wczasowych i grupowych”. Oferowano również organizację imprez okolicznościowych, takich jak wesela i chrzciny, czy konferencji i szkoleń. Znajdująca się w budynku sala konferencyjna mogła pomieścić od 30 do 40 osób, a sala restauracyjna mieściła ok. 100 osób.
Oprócz tego DP-W reklamował się parkingiem dla gości usytuowanym przed ośrodkiem, organizacją turnusów rekreacyjnych, odchudzających i rehabilitacyjnych oraz usługami dostępnego przez cały rok masażysty.

## Opis

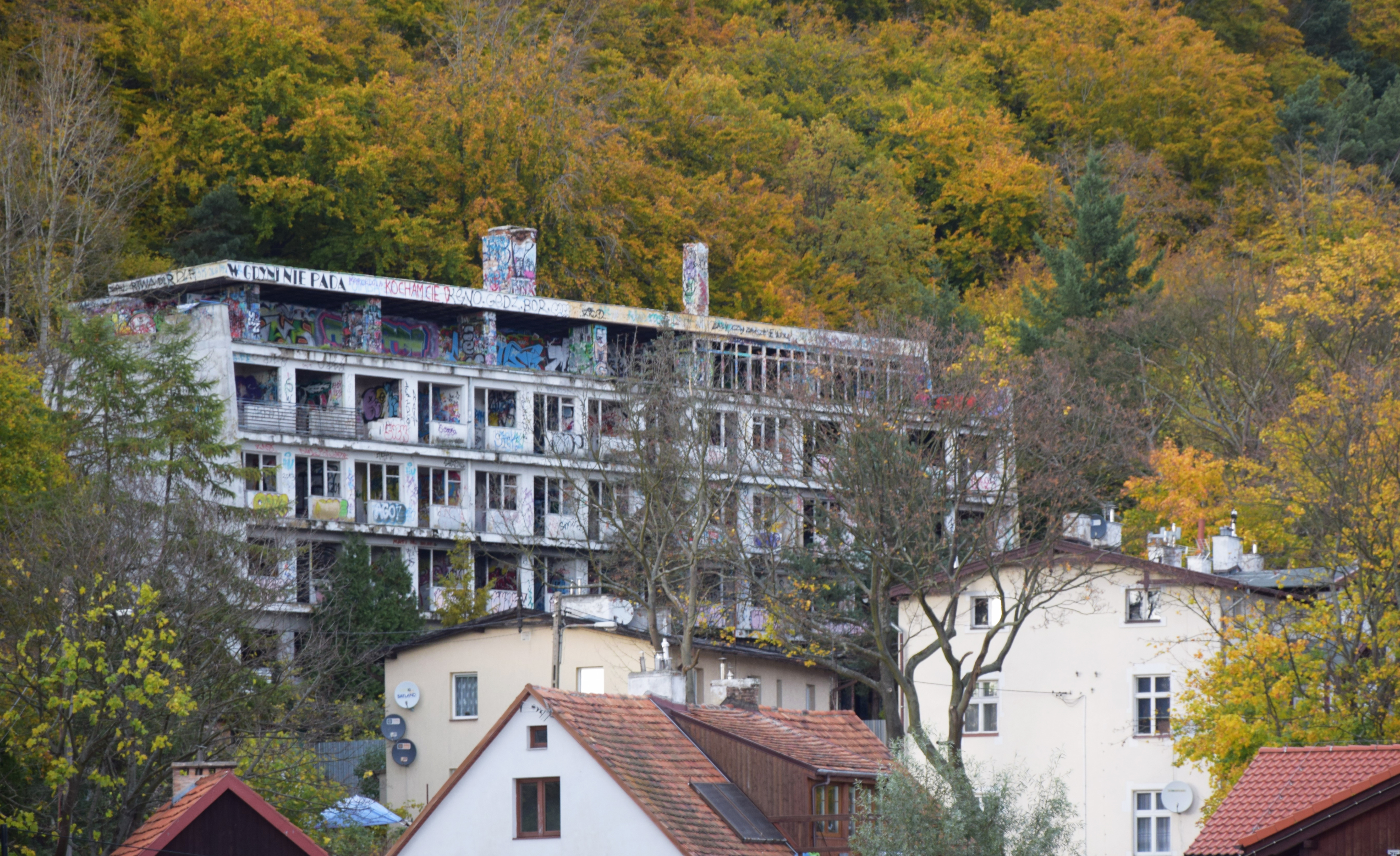
Sanatorium jesienią

Obiekt leży na skarpie zalesionego wzgórza, którego częścią jest Klif Orłowski. Sanatorium znajduje się przy ulicy Zacisznej 2A, ok. 400 m na południowy zachód od klifu.
Pierwotnie sanatorium było budynkiem trzykondygnacyjnym. Obecnie budynek ma pięć kondygnacji. Obiekt wyróżnia się wielkością na tle innych budynków w okolicy. Główny budynek sanatorium tworzy bryła o podstawie prostokątnej. Na ścianie skierowanej na północny zachód (z widokiem na las) i ścianie skierowanej na południowy wschód ciągnęły się rzędy szerokich okien. Pokoje miały też wyjście na niewielki balkonik otoczony balustradą. Obecnie wszystkie okna są wybite, zniknęły też drzwi i barierki. Na dwóch pozostałych ścianach nie ma okien.
Ostatnia (piąta) kondygnacja to nadbudówka. Jest mniejsza powierzchniowo od pozostałych pięter, dzięki czemu na tym samym poziomie co nadbudówka znajduje się wolna przestrzeń, duży taras na dachu budynku (podobnie jak w przypadku balkoników i tutaj nie ma barierki). Taras ten to najwyższy łatwo dostępny punkt sanatorium (najwyżej położony jest dach nadbudówki). W budynku istnieją wciąż klatki schodowe. Schodami można dotrzeć na każde piętro budynku.

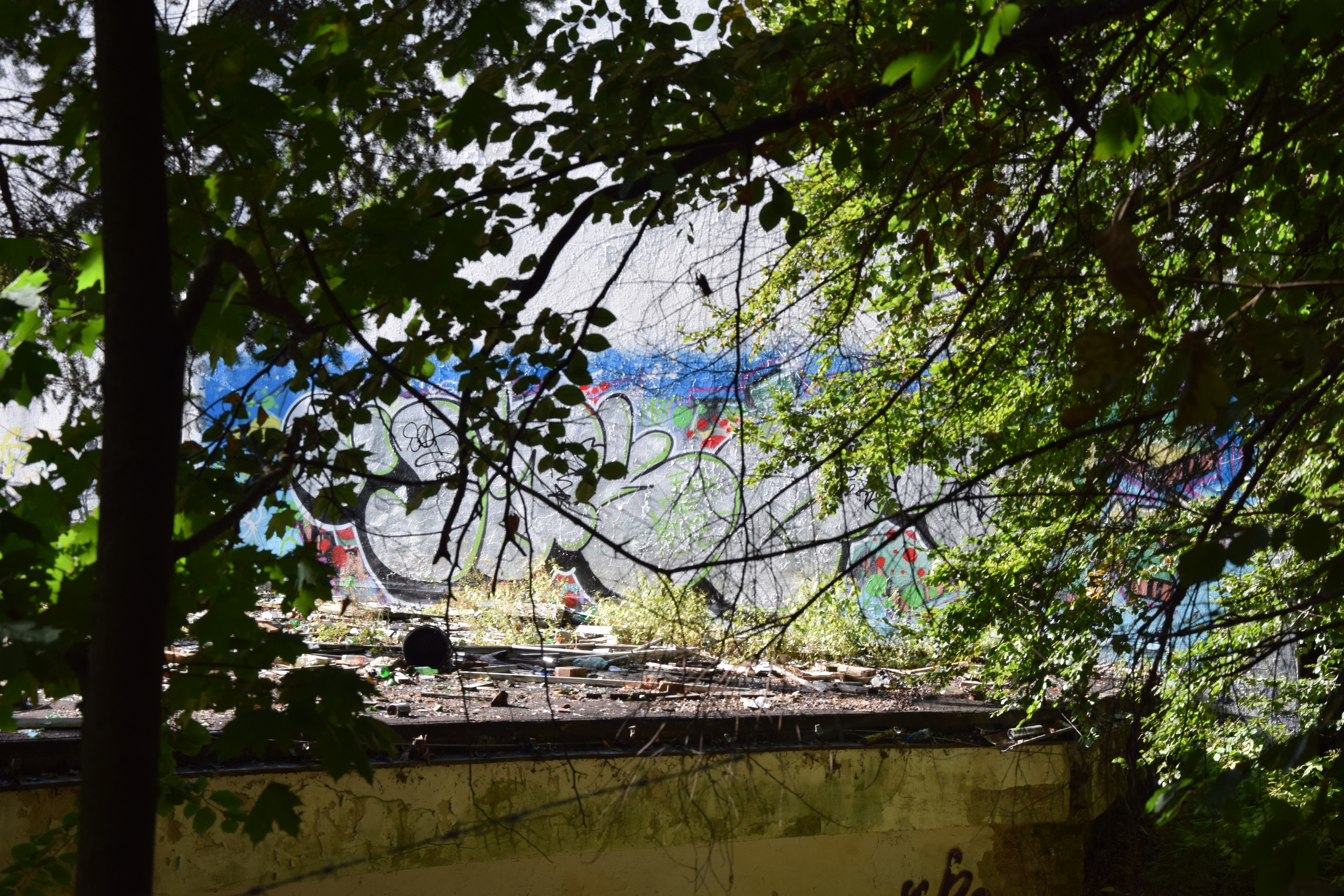
Graffiti na ścianie północno-wschodniej

W środku sanatorium rozciąga się sieć korytarzy i pokoi. Nie ma mebli ani drzwi, a niezdarta podłoga uchowała się w nielicznych miejscach. Ściany sanatorium są, zarówno z zewnątrz, jak i wewnątrz, białe i gęsto pokryte graffiti. W budynku i dookoła zalegają odłamki szkła i butelki.
Na terenie sanatorium po likwidacji ośrodka odbywały się libacje, przychodzili tam też bezdomni.

## Plany związane z potencjalnym zagospodarowaniem
Budynek został wykupiony od Związku Zawodowego Pracowników Gospodarki Komunalnej i Przemysłu Terenowego przez prywatnego inwestora, potem trafiał w ręce kolejnych podmiotów. Inwestorzy planowali w tym miejscu różne inwestycje, m.in. apartamentowiec. Takie plany nie były jednak zgodne z uchwalonym w 2007 roku miejscowym planem zagospodarowania przestrzennego, który określał, że ta część Gdyni powinna zostać przeznaczona pod usługi i turystykę – nabywca, który kupował ten teren, wiedział, jaka jest jego funkcja w planie zagospodarowania. Według zapisów, mogły tutaj powstać np. restauracje, hotel czy spa, ale nie mogło powstać np. osiedle mieszkaniowe.
Kilka lat później rozpoczęły się prace nad zmianami planu. Pojawił się pomysł zmiany funkcji na zabudowę mieszkaniową wielorodzinną i usługi turystyczne; dopuszczone miało zostać zwiększenie kubatury budynku oraz poszerzenie ulicy Zacisznej do 2 pasów. Idei tej sprzeciwiali się członkowie Stowarzyszenia Miasto Wspólne, którzy wskazywali na konieczność zachowania wyłącznie usługowej funkcji obiektu. Obawą członków miało być potencjalne zupełne pominięcie funkcji usługowej i zostawienie samej „mieszkaniówki”, „zamkniętego osiedla”. Przedstawiciele miasta przez długi czas twierdzili natomiast, że przez fakt, że jest to teren prywatny, przez lata nie znalazł się inwestor, który byłby skłonny zbudować tam sanatorium, a danie szansy inwestorowi na zbudowanie obiektu o innych funkcjach mogłoby sprawić, że obiekt wreszcie zostanie uporządkowany i przywołany do poprawnego stanu. Ostatecznie jednak w 2019 prezydent Gdyni podjął decyzję o braku możliwości realizacji w tym miejscu funkcji mieszkaniowych.

## Pożar
12 czerwca 2013 roku w sanatorium wybuchł pożar. Powodem było najprawdopodobniej zaprószenie ognia. Straż pożarna została wezwana na miejsce o godzinie 4. W akcji brał udział jeden zastęp straży pożarnej. Na miejscu znalezione zostały palące się śmieci, stara pościel i stolarka okienna. Akcja gaszenia trwała dwie godziny. Nie zostały znalezione żadne osoby; nikt nie ucierpiał z powodu pożaru.